# 紫云英
紫云英(学名：Astragalus sinicus)也称翅摇、红花草、草子，是豆科黄芪属植物。其种加词“Sinicus”意为“中华的”。

## 异名
- Astragalus lotoides Lam.
- Astragalus sinicus Thunb.
- Astragalus sinicus f. albiflorus Makino
- Astragalus sinicus f. rosaceus Makino
- Astragalus sinicus subsp. macrocalyx Ulbr.
- Astragalus sinicus var. macrocalyx Ulbr.
- Tragacantha sinica (L.) Kuntze

## 形态
一、二年生草本；圆锥根粗壮；茎直立或者匍匐，多分枝，有毛；奇数羽状复叶，倒卵形或椭圆形小叶为全缘，顶部稍有缺刻，表面有光泽，背部有疏毛；总状花序近似伞形，出于叶腋，紫色或黄白色花冠；荚果，黄绿色肾形种子。

## 分布
主要分布于中国大陆的长江以南区域等地，生长于海拔400米至3,000米的地区，多生长在溪边、山坡及潮湿处。田野中也大面积生长。常被作为绿肥与蜜源植物大面积栽培。

## 用途
紫云英是一种可以产出专门花蜜的花卉，而且开花后随着泥土翻下腐烂，也可以成为肥料，应该是有人工栽培的。

## 外部連結
- 紫雲英 Ziyunying （页面存档备份，存于） 藥用植物圖像資料庫 (香港浸會大學中醫藥學院) （繁體中文）（英文）